# 帯広ガス
帯広ガス株式会社（おびひろガス）は、北海道帯広市に本社を置く、都市ガスを主力とするエネルギー販売会社である。帯広市、幕別町、音更町、芽室町において都市ガス事業を展開している。

## 沿革
- 1957年（昭和32年）2月 - 会社設立。
- 1957年（昭和32年）4月 - 事業開始。
- 2007年（平成19年）4月 - 天然ガス転換作業開始
- 2007年（平成19年）12月 - 天然ガス転換作業終了
- 2013年（平成25年）1月 - 河西郡芽室町にLNGプラント帯広ガス芽室工場操業

## 関連会社
- 帯ガス燃料株式会社
- 株式会社第一自動車学校
- 株式会社幕別自動車学校
- 株式会社おびひろ市民ラジオ（FM WING 76.1MHz）
- 第一リース株式会社
- 株式会社時事タイムス放送社（街頭放送と有線放送、カラオケ機器販売を運営）
- 株式会社帯ガスサービス